# Thomas Piketty
Thomas Piketty (pronúncia francesa [tɔma pikɛti], pronúncia portuguesa [tomá piqueti]; Clichy, 7 de maio de 1971) é um economista francês que se tornou figura de destaque internacional com seu livro "O Capital no século XXI" (2013). Sua obra mostra que, nos países desenvolvidos, a taxa de acumulação de renda é maior do que as taxas de crescimento econômico. Segundo Piketty, tal tendência é uma ameaça à democracia e deve ser combatida através da taxação de fortunas.

## Biografia
Piketty nasceu em Clichy, na França, em 7 de maio de 1971. Aos 18 anos entrou na Escola Normal Superior de Paris, onde estudou matemática e economia. Com 22 anos conquistou o doutorado em filosofia com uma tese sobre redistribuição de riqueza redigida na Escola de Altos Estudos em Ciências Sociais e na Escola de Economia de Londres sob a orientação de Roger Guesnerie. Em seguida Piketty ensinou como professor-assistente no Instituto de Tecnologia de Massachusetts de 1993 a 1995. Em 1995 tornou-se pesquisador do Centro Nacional da Pesquisa Científica. 
Em 2000 tornou-se diretor da Escola de Altos Estudos em Ciências Sociais. Em 2002 ganhou o prêmio de "melhor jovem economista na França". Em 2006 ajudou a criar e tornou-se o primeiro diretor da Escola de Economia de Paris. Alguns meses depois deixou o cargo para se tornar assessor econômico de Ségolène Royal, do Partido Socialista (França), na campanha presidencial de 2007. Em 2013 ganhou o prêmio Yrjö Jahnsson, que premia economistas com menos de 45 anos que tenham dado contribuição significativa à pesquisa econômica pura e aplicada na Europa.
Em 2013 publicou o livro "O Capital no século XXI", que já vendeu mais de um milhão de cópias e lhe concedeu fama internacional. Na obra Piketty defende que no capitalismo existe a tendência inerente à concentração de renda, fato que intensifica a desigualdade socioeconômica. Como solução ao problema da desigualdade ele apoia medidas políticas que taxem mais severamente as pessoas mais ricas. 
Thomas Piketty participou de um debate na Faculdade de Economia, Administração e Contabilidade da Universidade de São Paulo em 26 de novembro de 2014. Na ocasião lamentou a falta de dados para que pudesse incluir uma análise sobre o Brasil em seu livro e afirmou que mais transparência é necessária — o acesso às declarações de Imposto de Renda no Brasil é muito restrito.
No início de 2015 Piketty foi escolhido para receber a condecoração máxima do governo francês, a Legião de Honra, tendo recusado a mesma em tom de protesto, afirmando que ao invés de conceder prêmios o governo deveria estar mais preocupado em retomar o crescimento econômico na França e na Europa.